# Gun Barrel City
Gun Barrel City – miasto w Stanach Zjednoczonych, w stanie Teksas, w hrabstwie Henderson.

## Demografia
Według przeprowadzonego przez United States Census Bureau spisu powszechnego w 2010 miasto liczyło 5 672 mieszkańców, co oznacza wzrost o 10,2% w porównaniu do roku 2000. Natomiast skład etniczny w mieście wyglądał następująco: Biali 93,4%, Afroamerykanie 0,9%, Azjaci 0,7%, pozostali 5,0%.